# Стружкин, Иван Васильевич
Иван Васильевич Стружкин (25.3.1914, д. Уликино на месте Бабаевского района Вологодской области — 6.4.1942, Новгородская область) — заместитель командира эскадрильи 514-го пикирующего бомбардировочного авиационного полка ВВС Северо-Западного фронта, старший лейтенант. Герой Советского Союза.

## Биография
Родился 25 марта 1914 года в деревне Улкино ныне Бабаевского района Вологодской области в семье крестьянина. Русский. Начальное образование получил в Улкинской школе, а семилетнее — в Бабаевской железнодорожной школе № 25. В 1930—1934 годах учился в Ленинградском мелиоративно-строительном техникуме. После окончания техникума работал в городе Иваново гидротехником.
В сентябре 1935 года был призван в Красную Армию и направлен в лётную школу. В 1937 году окончил 11-ю военно-авиационную школу пилотов. Службу проходил в авиационных частях Киевского военного округа. С 10 июня по 8 сентября 1939 года в составе 150-го скоростного бомбардировочного полка участвовал в боях на реке Халхин-Гол. Совершил 12 боевых вылетов и за успешное выполнение заданий был награждён орденом Красного Знамени. Затем проходил службу командиром звена 9-го скоростного бомбардировочного полка, участвовал в войне с Финляндией.
Великую Отечественную войну встретил в должности командира звена 125-го скоростного бомбардировочного полка. С июня 1941 года воевал на Западном фронте, выполнил 7 боевых вылетов. С 1 октября 1941 года — на Северо-Западном фронте. Был ранен. Член ВКП(б) с 1941 года.
Зимой 1942 года принял участие в испытаниях пикирующего бомбардировщика Пе-2, который был оборудован лыжами для взлёта в зимних условиях. Как наиболее опытный пилот на самолёте Пе-2 чаще всего выполнял задания по воздушной разведке противника. Вскоре стал одним из лучших воздушных разведчиков Северо-Западного фронта. Именно старший лейтенант Стружкин сумел обнаружить и сфотографировать аэродром противника, принимающий транспортные самолёты в Демянском котле. Гитлеровцы не убирали ранее разбитые машины, имитируя бездействие аэродрома, и только по фотографиям, доставленным Стружкиным, удалось определить истину. После налёта нашей авиации аэродром окончательно прекратил свою деятельность. К 25 февраля 1942 года старший лейтенант Стружкин совершил 123 боевых вылета на разведку и уничтожение живой силы и боевой техники противника. Экипаж под его руководством сбил 7 фашистских самолётов, подверг бомбардировке десятки вражеских эшелонов, разведал несколько аэродромов, в том числе и искусно замаскированных, сбросил миллионы листовок на оккупированную врагом территорию. Тогда же представлен к званию Героя Советского Союза, но до его присвоения не дожил. Последний боевой вылет капитан Стружкин совершил 6 апреля 1942 года. В небе над Лычковским районом Новгородской области самолёт был атакован тремя Ме-109. Один вражеский самолёт экипаж сбил, но и наша машина была повреждена. Командир приказал экипажу покинуть неисправную машину. Сам он до последнего боролся за живучесть самолёта, но тоже вынужден был воспользоваться парашютом. В воздухе лётчик был безжалостно расстрелян немецкими истребителями.
Указом Президиума Верховного Совета СССР «О присвоении звания Героя Советского Союза начальствующему составу Красной Армии» от 21 июля 1942 года за «образцовое выполнение боевых заданий командования на фронте борьбы с немецкими захватчиками и проявленные при этом отвагу и геройство» удостоен посмертно звания Героя Советского Союза.
Награждён орденом Ленина, двумя орденами Красного Знамени, орденом Красной Звезды. Похоронен в деревне Русская Болотница Демянского района Новгородской области. В апреле 2008 года на могиле открыт памятник. Имя Героя в настоящее время носят улицы в городе Бабаево и посёлке Лычково. Также имя Героя Советского Союза И.В. Стружкина носит Лычковская средняя школа.